# Atletisme als Jocs Olímpics d'Estiu de 1920 - 3.000 metres per equips masculins
Els 3.000 metres llisos per equips masculins va ser una de les proves del programa d'atletisme disputades durant els Jocs Olímpics d'Anvers de 1920. La prova es va disputar entre el 21 i el 22 d'agost de 1920 i hi van prendre part 31 atletes de 6 nacions diferents.

## Medallistes
| Or                                                      | Plata                                                      | Bronze                                          |
| Estats UnitsHorace Brown · Arlie Schardt · Ivan Dresser | Regne UnitCharles Blewitt · Albert Hill · William Seagrove | SuèciaEric Backman · Sven Lundgren · Edvin Wide |

## Resultats

### Semifinals
| Pos. | Nació      | Atleta                | Pos. | Punts | Total punts |
| ---- | ---------- | --------------------- | ---- | ----- | ----------- |
| 1    | Regne Unit | Duncan McPhee         | 2n   | 2     | 11          |
| 1    | Regne Unit | Joe Blewitt           | 4t   | 4     | 11          |
| 1    | Regne Unit | William Seagrove      | 5è   | 5     | 11          |
| 1    | Regne Unit | Percy Hodge           | 12è  | —     | 11          |
| 1    | Regne Unit | James Hatton          | 13è  | —     | 11          |
| 2    | Suècia     | Sven Lundgren         | 1r   | 1     | 12          |
| 2    | Suècia     | John Zander           | 3r   | 3     | 12          |
| 2    | Suècia     | Eric Backman          | 8è   | 8     | 12          |
| 2    | Suècia     | Edvin Wide            | 11è  | —     | 12          |
| 2    | Suècia     | Josef Holsner         | 17è  | —     | 12          |
| 3    | Itàlia     | Ernesto Ambrosini     | 6è   | 6     | 25          |
| 3    | Itàlia     | Augusto Maccario      | 9è   | 9     | 25          |
| 3    | Itàlia     | Carlo Speroni         | 10è  | 10    | 25          |
| 3    | Itàlia     | Carlo Martinenghi     | 15è  | —     | 25          |
| 4    | Bèlgica    | Julien Van Campenhout | 7è   | 7     | 30          |
| 4    | Bèlgica    | Claude Otterbeen      | 14è  | 11    | 30          |
| 4    | Bèlgica    | Lucien Bangels        | 16è  | 12    | 30          |
| 4    | Bèlgica    | François Vyncke       | 18è  | —     | 30          |
| 4    | Bèlgica    | Pierre Trullemans     | 19è  | —     | 30          |
| 4    | Bèlgica    | Henri Smets           | 20è  | —     | 30          |

| Pos. | Nació        | Atleta           | Pos. | Punts | Total punts |
| ---- | ------------ | ---------------- | ---- | ----- | ----------- |
| 1    | França       | Edmond Brossard  | 1r   | 1     | 7           |
| 1    | França       | Armand Burtin    | 2n   | 2     | 7           |
| 1    | França       | Gaston Heuet     | 4t   | 4     | 7           |
| 1    | França       | Lucien Duquesne  | 9è   | —     | 7           |
| 1    | França       | René Vignaud     | 10è  | —     | 7           |
| 2    | Estats Units | Horace Brown     | 3r   | 3     | 14          |
| 2    | Estats Units | Michael Devaney  | 5è   | 5     | 14          |
| 2    | Estats Units | Ivan Dresser     | 6è   | 6     | 14          |
| 2    | Estats Units | Lawrence Shields | 7è   | —     | 14          |
| 2    | Estats Units | Arlie Schardt    | 8è   | —     | 14          |

### Final
| Pos. | Nació        | Atleta            | Pos. | Punts | Punts Totals |
| ---- | ------------ | ----------------- | ---- | ----- | ------------ |
| 1    | Estats Units | Horace Brown      | 1r   | 1     | 10           |
| 1    | Estats Units | Arlie Schardt     | 3r   | 3     | 10           |
| 1    | Estats Units | Ivan Dresser      | 6è   | 6     | 10           |
| 1    | Estats Units | Lawrence Shields  | 8è   | —     | 10           |
| 1    | Estats Units | Michael Devaney   | 12è  | —     | 10           |
| 2    | Regne Unit   | Joe Blewitt       | 5è   | 5     | 20           |
| 2    | Regne Unit   | Albert Hill       | 7è   | 7     | 20           |
| 2    | Regne Unit   | William Seagrove  | 9è   | 8     | 20           |
| 2    | Regne Unit   | James Hatton      | 10è  | —     | 20           |
| 2    | Regne Unit   | Duncan McPhee     | Ab.  | —     | 20           |
| 3    | Suècia       | Eric Backman      | 2n   | 2     | 24           |
| 3    | Suècia       | Sven Lundgren     | 13è  | 10    | 24           |
| 3    | Suècia       | Edvin Wide        | 15è  | 12    | 24           |
| 3    | Suècia       | Josef Holsner     | 20è  | —     | 24           |
| 4    | França       | Armand Burtin     | 4t   | 4     | 30           |
| 4    | França       | Gaston Heuet      | 14è  | 11    | 30           |
| 4    | França       | Edmond Brossard   | 18è  | 15    | 30           |
| 4    | França       | Lucien Duquesne   | 21è  | —     | 30           |
| 4    | França       | René Vignaud      | Ab.  | —     | 30           |
| 5    | Itàlia       | Ernesto Ambrosini | 11è  | 9     | 36           |
| 5    | Itàlia       | Augusto Maccario  | 16è  | 13    | 36           |
| 5    | Itàlia       | Carlo Speroni     | 17è  | 14    | 36           |
| 5    | Itàlia       | Carlo Martinenghi | 19è  | —     | 36           |